# Institut Supérieur de Technologie (Gabon)
L'Institut Supérieur de Technologie est un établissement d'enseignement supérieur situé à Libreville au Gabon.

## Filières
Fondé en 1994, l'institut dispense ses formations universitaires en formation initiale et continue.
La formation dispensée a l’IST prépare au diplôme Universitaire de Technologie (DUT) et à la licence professionnelle. L'institut est en lien avec les acteurs économiques, qui interviennent pour le recrutement, la formation et l'évaluation des étudiants.